# Bataille de Llandeilo Fawr
Conquête du pays de Galles par Édouard Ier
Batailles
La bataille de Llandeilo Fawr est une bataille médiévale ayant opposé à Llandeilo (Pays de Galles) les Gallois aux Anglais en 1282 lors de la seconde campagne de conquête du pays de Galles par Édouard Ier. Il s'agit d'une victoire galloise remportée par une armée de révoltés du sud du pays face aux troupes anglaises commandées par Gilbert de Clare.

## Contexte
En 1282, cinq ans après une première révolte, une nouvelle rébellion des Gallois conduits par Llywelyn ap Gruffydd, roi de Gwynedd et prince de Galles et son frère Dafydd ap Gruffudd a lieu contre l'occupation anglaise d'une partie du pays. Édouard Ier, organise une expédition pour soumettre les rebelles mais aussi dans un but de conquête de cette marche récalcitrante. Sa stratégie consiste à envahir le pays avec trois armées au nord, au centre et au sud. Tandis que l'armée royale avance au nord en direction du royaume de Gwynedd, épicentre de la révolte, et que la plupart des seigneurs des Marches galloises opèrent au centre sous les ordres de Roger Mortimer, une troisième armée, commandée par Gilbert de Clare pénètre au sud pour soumettre les Gallois révoltés et sécuriser les Marches.

## L'affrontement
Après avoir pris et pillé le château de Carreg Cennen, l'armée de Gilbert de Clare, forte de 100 chevaliers et de 1 600 fantassins retourne au campement anglais du château de Dinefwr afin de se partager le butin. Le 17 juin 1282, ils sont attaqués dans une embuscade à Llandeilo par une armée de Gallois du Sud qui détruit une grande partie de l'armée anglaise.

## Les conséquences
Cette victoire est importante pour les Gallois car elle met en échec l'invasion du Sud du pays à laquelle Édouard Ier doit renoncer pendant plusieurs semaines et remet en cause provisoirement la stratégie anglaise d'attaque sur trois fronts. Parmi les tués se trouve Guillaume II de Valence, fils et héritier du comte de Pembroke, Guillaume de Valence. Celui-ci est nommé par le roi à la tête d'une nouvelle armée anglaise avec à cœur de venger son fils, en remplacement de Gilbert de Clare, vaincu et désavoué.